# 伊久姆區
伊久姆區（烏克蘭語：Ізюмський район）是烏克蘭東部哈爾科夫州的一個区，行政中心为伊久姆，人口数量为175,986人（2021年估计）。
2020年7月18日乌克兰施行了行政区划改革，哈爾科夫州的区份数量减至7个，伊久姆區的面积显著扩大。改革前伊久姆區的面積为1,553.44平方公里，2020年人口数量为16,416人。

## 行政区划
2020年行政改革后，伊久姆區下分为8个市镇：
- 伊久姆市镇（市级）
- 巴拉克利亚市镇（市级）
- 巴尔温科韦市镇（烏克蘭語：Барвінківська міська громада）（市级）
- 博罗瓦市镇（镇级）
- 顿涅茨市镇（烏克蘭語：Донецька селищна громада）（镇级）
- 萨温齐市镇（烏克蘭語：Савинська селищна громада）（镇级）
- 库尼耶市镇（烏克蘭語：Куньєвська сільська громада）（乡级）
- 奥斯基尔市镇（烏克蘭語：Оскільська сільська громада）（乡级）